# Conseil départemental du Tarn
Le Conseil départemental du Tarn est l'assemblée délibérante du département français du Tarn, collectivité territoriale décentralisée. Son siège se trouve à Albi.

## Identité visuelle

Ancien logo du conseil départemental du Tarn de 2015 à 2019
Logo du conseil départemental du Tarn depuis 2019

## Président du conseil départemental
Le Conseil départemental du Tarn  est présidé par Christophe Ramond  (PS) depuis septembre 2017. Il a été réélu à ce poste en juillet 2021. 
Élu par les conseillers départementaux, pour six ans, le Président prépare, propose et exécute les décisions du Conseil Départemental. 
Il organise les travaux du Conseil Départemental ; il la convoque, fixe l'ordre du jour, préside les séances et fait procéder aux votes. 
Il prépare les projets de délibérations soumises aux votes de l'assemblée plénière. 
Il représente le Département du Tarn dans ses relations avec l'Etat, les autres collectivités territoriales, les organismes associés au Département. 

Plus d'infos sur : Le Président du département du Tarn

## Vice-présidents
- 1re vice-présidente, Elisabeth Claverie
- 2e vice-président, Didier Houlès
- 3e vice-président, Florence Belou
- 4e vice-président, Christophe Testas
- 5e vice-président, Monique Corbiere-Fauvel
- 6e vice-président, Guy Malaterre
- 7e vice-président, Maryline Lherm
- 8e vice-président, Daniel Vialelle
- 9e vice-président, Sylvie Bibal-Diogo
- 10e vice-président, Laurent Vandendriessche
- 11e vice-président, Isabelle Espinosa
- 12e vice-président, Gilles Turlan
- 13e vice-président, Eva Geraud

## Les conseillers départementaux
Le Conseil départemental du Tarn comprend 46 conseillers départementaux issus des 23 cantons du Tarn.

Retrouvez l'ensemble des élus départementaux du Tarn
| Président du Conseil départemental   |       |       |      |                              |
| Christophe Ramond (PS)               |       |       |      |                              |
| Parti                                | Sigle | Sigle | Élus | Groupes                      |
| Majorité (28 sièges)                 |       |       |      |                              |
| Parti socialiste                     |       | PS    | 21   | Majorité départementale      |
| Divers gauche                        |       | DVG   | 3    | Majorité départementale      |
| Parti radical de gauche              |       | PRG   | 2    | Majorité départementale      |
| Union des démocrates et indépendants |       | UDI   | 1    | Majorité départementale      |
| Divers droite                        |       | DVD   | 1    | Majorité départementale      |
| Opposition de droite (18 sièges)     |       |       |      |                              |
| Les Républicains                     |       | LR    | 9    | Ensemble, la passion du Tarn |
| Union des démocrates et indépendants |       | UDI   | 5    | Ensemble, la passion du Tarn |
| Divers droite                        |       | DVD   | 3    | Ensemble, la passion du Tarn |
| La République en marche              |       | LREM  | 1    | Ensemble, la passion du Tarn |

## Liste des présidents du conseil général puis départemental du Tarn
| Période                            | Période                      | Identité                      | Étiquette                    | Étiquette                    | Canton d'élection            | Canton d'élection |
| Président du conseil général       | Président du conseil général | Président du conseil général  | Président du conseil général | Président du conseil général | Président du conseil général |                   |
| ---------------------------------- | ---------------------------- | ----------------------------- | ---------------------------- | ---------------------------- | ---------------------------- | ----------------- |
| août 1865                          | octobre 1870                 | Charles Daguilhon-Pujol       |                              | Bonap.                       | Saint-Paul-Cap-de-Joux       |                   |
| octobre 1870                       | octobre 1871                 | Louis Alquier-Bouffard        |                              |                              | Castres-Est                  |                   |
| octobre 1871                       | août 1877                    | Pierre Daguilhon-Pujol        |                              | Bonap.                       | Saint-Paul-Cap-de-Joux       |                   |
| août 1877                          | décembre 1877 (démission)    | Étienne de Voisins-Lavernière |                              | Rép.                         | Lavaur                       |                   |
| décembre 1877                      | août 1883                    | Pierre Daguilhon-Pujol        |                              | Droite                       | Saint-Paul-Cap-de-Joux       |                   |
| août 1883                          | août 1904                    | Édouard Barbey                |                              | Rép.                         | Mazamet                      |                   |
| août 1904                          | septembre 1922               | Hippolyte Gay de Savary       |                              | GD                           | Albi-Centre                  |                   |
| septembre 1922                     | décembre 1926 (décès)        | Henry Simon                   |                              | RAD                          | Labruguière                  |                   |
| mai 1927                           | octobre 1931                 | Alban Rossignol               |                              | RAD                          | Villefranche-d'Albigeois     |                   |
| octobre 1931                       | octobre 1931                 | Joseph Paul-Boncour           |                              | PRS                          | Valence-d'Albigeois          |                   |
| octobre 1931                       | octobre 1940                 | Alban Rossignol               |                              | RAD                          | Villefranche-d'Albigeois     |                   |
| octobre 1940                       | septembre 1945               | Conseil général suspendu      | Conseil général suspendu     | Conseil général suspendu     | Conseil général suspendu     |                   |
| octobre 1945                       | octobre 1955                 | Fernand Verdeille             |                              | SFIO                         | Vaour                        |                   |
| octobre 1955                       | mai 1961 (décès)             | Paul Saissac                  |                              | RAD                          | Lisle-sur-Tarn               |                   |
| juin 1961                          | mars 1976                    | Émile Albet                   |                              | Soc.ind.                     | Villefranche-d'Albigeois     |                   |
| mars 1976                          | mars 1982                    | Louis Brives                  |                              | MRG                          | Cuq-Toulza                   |                   |
| mars 1982                          | janvier 1991 (décès)         | Jacques Durand                |                              | PS                           | Réalmont                     |                   |
| février 1991                       | avril 2015                   | Thierry Carcenac              |                              | PS                           | Albi-Nord-Est                |                   |
| Président du conseil départemental |                              |                               |                              |                              |                              |                   |
| avril 2015                         | septembre 2017 (démission)   | Thierry Carcenac              |                              | PS                           | Albi-4                       |                   |
| septembre 2017                     | En cours                     | Christophe Ramond             |                              | PS                           | Albi-3                       |                   |